# 会田安昌
会田 安昌（あいだ やすまさ、天保3年（1832年） - 明治28年（1895年）1月21日）は、幕末から明治時代の国学者、歌人。号に芳園。

## 経歴・人物
国学に通じ宮内省御歌所につとめた。歌集に『会田安昌歌抄』、『会田翁抄録』がある。